# Daniel Passarella
Daniel Alberto Passarella (Chacabuco, 1953. május 25. –) világbajnok argentin labdarúgó és edző. Az 1978-as világbajnokságon az argentin válogatott csapatkapitánya volt. 2009. decembere óta a River Plate elnöke. Minden idők egyik leggólveszélyesebb védője, 451 mérkőzésén 134 találatot jegyzett (nála több gólt csak Ronald Koeman szerzett ezen a poszton). 2004-ben felkerült a FIFA 100 listára, melyen Pelé a ma is élő 100 legjobbnak tartott labdarúgót jegyezte fel.

## Pályafutása
Chacabuco-ban született Buenos Aires egyik külvárosában. Karrierjét a Junín-i Sarmiento csapatában kezdte. Innen került Argentína legsikeresebb csapatához a River Plate-hez, ahová egy 6 éves olaszországi kitérő után (Fiorentina és Internazionale) 1988-ban visszatért egy szezon erejéig, majd 1989-ben visszavonult.

### Klubcsapatban
Alacsony termete ellenére a levegőben szinte verhetetlen volt. Pazar fejjátéka, szabadrúgásai a védelemben és a támadásban is biztosították csapataiban az állandó szereplést.

### A válogatottban
A válogatott pilléreként 12 évig viselte a címeres mezt és 1978-ban, a hazai rendezésű világbajnokságon, első argentinként emelhette magasba a világbajnoki trófeát. Mivel az 1986-ban világbajnokságok nyert keretben is helyet kapott, így az egyetlen kétszeres világbajnok argentin labdarúgó.

### Edzőként
Edzőként a River Plate csapatához került, ahol 3 bajnoki címhez segítette az egyesületet.
A River után Alfio Basile helyét vette át a válogatott kispadján. Az 1998-as világbajnokságra kivezette csapatát, viszont kijelentette, hogy hosszú hajú, fülbevalós és homoszexuális személyek nem kapnak behívót a keretbe.
A megkülönböztetések miatt, több szakember és játékos -köztük Fernando Redondo és Claudio Caniggia- is lemondta a részvételét. A negyeddöntőben Hollandia ellen elszenvedett 2-1-es vereséget követően Marcelo Bielsa vette át a szövetségi kapitány tisztségét.
Az uruguayi válogatottnál eltöltött időszak alatt is több játékossal került összetűzésbe, és bár kijuttatta a csapatot a 2002-es világbajnokságra, lemondott posztjáról.
2001-ben egy évre az olasz Parmába került. 2002-ben írt alá a mexikói Monterrey csapatához, ahol egy bajnoki címet szerzett. Tolucából két sikertelen év után távozott, majd a brazil Corinthians pár mérkőzés után elbocsátotta. 2006-ban visszatért élete csapatához, de egy év után elköszönt a Rivertől.
A szünet nem tartott sokáig, mert 2008-ban a River Plate óriási meglepetésre -történetük során először- kiesett az argentin élvonalból. 2009-ben a vezetőség és a szurkolók Passarellát választották meg elnöknek.

## Sikerei, díjai

### Játékosként
Argentína
- Világbajnok (2)
  - 1. helyezett: 1978, Argentína
  - 1. helyezett: 1986, Mexikó

 River Plate
- Argentin bajnok (6)
  - 1975 (Metropolitano és Nacional), 1977 (Metropolitano), 1979 (Metropolitano és Nacional), 1981 (Nacional)

### Edzőként
River Plate
- Argentin bajnok (3)
  - 1991-92, 1993 (Apertura), 1995 (Apertura)

 Monterrey
- Mexikói bajnok (1)
  - 2003 (Clausura)

## Fordítás
- Ez a szócikk részben vagy egészben  a   Daniel Passarella című spanyol Wikipédia-szócikk fordításán alapul.  Az eredeti cikk szerkesztőit annak laptörténete sorolja fel. Ez a jelzés csupán a megfogalmazás eredetét és a szerzői jogokat jelzi, nem szolgál a cikkben szereplő információk forrásmegjelöléseként.